# Susanne Wahl
Susanne Wahl (* 1955 in Erlangen) ist eine deutsche Schriftstellerin, die auch  Erotikromane unter dem Pseudonym Susanna Calaverno schreibt.

## Leben
Susanne Wahl wuchs in Frankfurt am Main auf und studierte Ethnologie und Anthropologie. Während des Studiums lernte sie ihren späteren Ehemann kennen. Susanne Wahl lebt mit ihrem Mann und den beiden gemeinsamen Kindern in Aach.
Als Schriftstellerin debütierte Wahl unter dem Pseudonym Susanna Calaverno mit erotischen Büchern im Verlag Droemer Knaur. Unter ihrem bürgerlichen Namen schreibt sie Historienromane, die entweder in Australien oder Japan angesiedelt sind. Auch diese Bücher erschienen zunächst bei Droemer Knaur; ihre beiden letzten Romane Kirschblüten im Wind und Roter Eukalyptus wurden im Heyne Verlag veröffentlicht.

## Werke
als Susanne Wahl
- Rosenduft und Koriander. Knaur 2005, ISBN 3-426-62851-1
- Das Lächeln der Venus. Knaur 2006, ISBN 3-426-62852-X
- Kirschblüten im Wind[4]. Heyne 2009, ISBN 978-3-453-40581-3
- Roter Eukalyptus. Heyne 2009, ISBN 3-453-40696-6

als Susanna Calaverno
- Verborgene Blüten. Droemer Knaur 2003, ISBN 3-426-62242-4
- Das Erwachen der Tigerin. Droemer Knaur 2004, ISBN 3-426-62538-5
- Die Schule der Sinne. Rowohlt 2005, ISBN 3-499-24047-5
- Fantasien in Samt und Seide. rororo 2007, ISBN 3-499-24397-0
- Sie sucht ihn. rororo 2008, ISBN 3-499-24665-1
- Das Hotel. Rowohlt 2009, ISBN 978-3-499-24932-7
- Asian desire. Rowohlt Digitalbuch  2010, ISBN 978-3-644-42681-8